# 유르신치

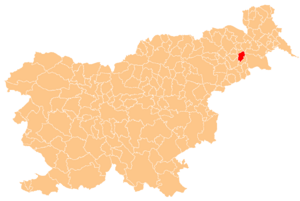
유르신치의 위치

유르신치(슬로베니아어: Juršinci, 독일어: Georgendorf 게오르겐도르프[*])는 슬로베니아의 도시로 면적은 36.3km2, 인구는 2,206명(2002년 기준), 인구 밀도는 60.8명/km2이다.